# Martina Schindler

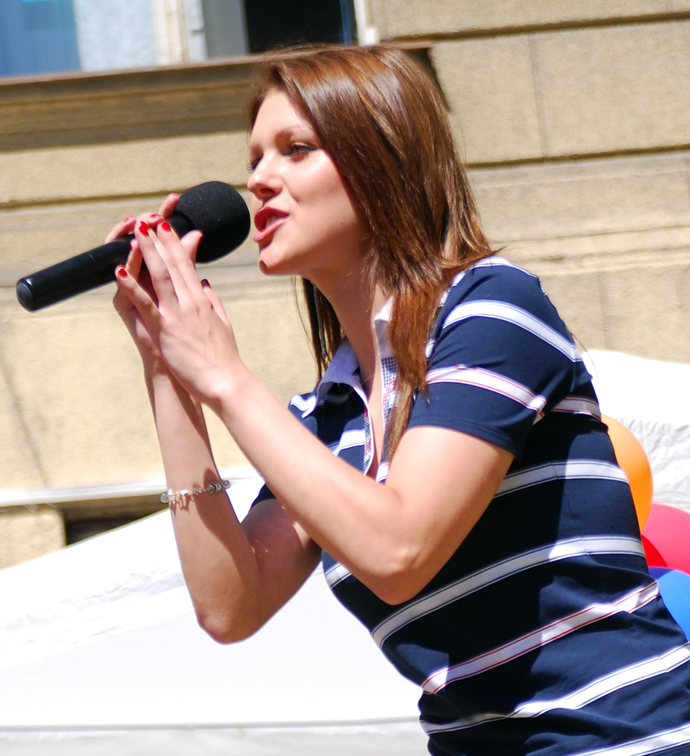
Martina Schindler

Martina Schindler (Bratislava, 29 juni 1988) is de artiestennaam van de Slowaakse zangeres Martina Šindlerová. In 2005 werd zij tweede in de finale van de tv-talentenjacht Slovensko Hľadá SuperStar, de Slowaakse versie van Idols. Zij verloor de finale van Katarína Koščová.
Schindler kreeg in de Benelux bekendheid toen zij op 23 maart 2006 in één klap op nummer één kwam in de Slowaakse hitparade met een Slowaakse vertaling van het nummer Scared of yourself van de Belgische groep Zornik.